# Фердинанд фон Золмс-Браунфелс
Фридрих Вилхелм Фердинанд фон Золмс-Браунфелс (на немски: Friedrich Wilhelm Ferdinand zu Solms-Braunfels; * 14 декември 1797, дворец Браунфелс; † 3 февруари 1873, Браунфелс) е 4. княз на Золмс-Браунфелс и политик.

## Биография
Той е големият син на княз Вилхелм Христиан Карл фон Золмс-Браунфелс (1759 – 1837) и съпругата му вилд- и Рейнграфиня Августа Франциска фон Салм-Грумбах (1771 – 1810), дъщеря на Карл Лудвиг Вилхелм, Вилд и рейнграфин фон Грумбах (1729 – 1799) и първата му съпруга принцеса Елизабет Христиана Марияна фон Лайнинген (1753 – 1792).
Брат му Карл Вилхелм Бернхард (1800 – 1868) е пруски генерал на кавалерията. Двамата братя са масони в „Marc Aurel zum flammenden Stern“ в Марбург. По време на следването му Фердинанд става през 1819 г. член на студентското сдружение „Alten Bonner Burschenschaft/Allgemeinheit“.
Фридрих Вилхелм Фердинанд се жени на 6 май 1828 г. в Лаубах за графиня Отилия фон Золмс-Лаубах (* 29 юли 1807; † 21 май 1884, Хунген), дъщеря на граф Фридрих Лудвиг Кристиан фон Золмс-Лаубах и графиня София Хенриета фон Дегенфелд-Шонбург. Бракът е бездетен.
През 1842/1843 г. Фердинанд построява ловния дворец Дианабург в Грайфенщайн, близо до двореца си Браунфелс. Фердинанд е запален ловец и художник на животни. Той назначава през 1845 г. художника Йоханес Дайкер, който остава до 1868 г. в дворец Браунфелс.
Фердинанд умира на 3 февруари 1873 г. в Браунфелс и е погребан в манастир Алтенберг. Неговият наследник е племенникът му Ернст (1835 – 1880), син на принц Фридрих Вилхелм Хайнрих фон Золмс-Браунфелс (1801 – 1868) и Мария Анна графиня Кински (1809 – 1892).